# Steele Wool
Steele Wool è un film del 2019 diretto da Frank A. Cappello.

## Trama
Una casalinga sorda ammazza il marito violento, diventando assassina di professione.